# Calixte Freixa i Pla
Calixte Freixa i Pla   (Berga, 1843 - Llívia, 24 de febrer de 1920), fou un mestre d'obres català, vinculat a l'eclecticisme arquitectònic.

## Biografia
Treballà especialment a les comarques de l'Alt Urgell, la Cerdanya i el Ripollès, malgrat que els seus inicis es poden situar a Barcelona i l'àrea metropolitana. S'instal·là a Llívia l'any 1881 després de casar-se amb Elvira Armengol. Visqué al carrer del Raval, 41 de Llívia, a la Casa Freixa. Fou el fundador del Círculo Artístico Industrial de San José, vinculat al sindicalisme catòlic. Les obres de teatre i el cant coral es feien a l'era de la seva residència, la Casa Freixa.
Almenys des del 1889 fou nomenat arquitecte diocesà del bisbat d'Urgell. Treballà, sobretot, durant el pontificat del cardenal Casañas, bisbe d'Urgell entre 1880 i 1901. Entre altres, li encarregà la remodelació de l'antic palau episcopal de la Seu d'Urgell datat al segle xv on Freixa afegí una façana neogòtica. Destaca la torre més alta acabada en un llosat piramidal, característica seva i que li dona el nom popular del convent de «la Punxa». El 1889 va treballar en un dels primers projectes de remodelació del santuari de Núria, de caràcter historicista.
L'any 1893 fou el redactor del Reglament del Cos de Bombers de Llívia. Segons Vinyet, fou alcalde d'aquesta localitat del primer de juliol de 1895 fins al primer de juliol de 1899. Gascón en canvi, el situa com a alcalde fins al 1917 comptant amb períodes d'interrupció.
Freixa morí el 24 de febrer de 1920 i la seva esposa traspassà el 28 de març de 1923. Les seves arrels religioses van fer que el matrimoni deixés un fons econòmic a la Parròquia de Llívia per tal que fos destinat a beques pels estudiants seminaristes originaris de Llívia. Foren enterrats al cementiri de Llívia, on una estela funerària diu: «Aquí descansan los restos mortales de los consortes D. Calixto Freixa y Dª Elisa Armengol, quienes en vida dedicaron su inteligencia y sacrificaron sus bienes para el provecho espiritual e intelectual y progresos materiales de los habitantes e esta Villa y al morir legaron lo restante al mismo objeto. ¡Vecinos de Llívia! Jóvenes que os aprovecháis de este beneficio, ¡rogad por ellos! Fallecieron respectivamente en 25 de febrero de 1920 y 28 de marzo 1923. RIP.»

## Obra
- Convent de les Adoratrius de Barcelona (projecte inicial 1871 - després fou substituït pel projecte de Joan Martorell i Montells)
- Ampliació de la fàbrica Santonja de Barcelona (1875)[4][6]
- Projecte d'eixample de Mataró (1876)[7]
- Palau del baró de Ribelles a l'Avinguda del Portal de l'Àngel de Barcelona (1876),[8] enderrocat per a construir-hi els Magatzems Jorba.
- Can Magí - Sant Cugat del Vallès (1878)[9]
- Ampliació d'un magatzem al carrer del Cid de Barcelona (1879)[4]
- Remodelació del palau episcopal de la Seu d'Urgell (?)
- Projecte de substitució de l'antic santuari de la Mare de Déu de Núria (1889)[10]
- Reixa de la capella de la Mare de Déu de la Sagristia - Puigcerdà (1891)[4]
- Santuari de la Mare de Déu del Remei, Bolvir (1891)[11]
- Edifici del Casino Ceretà - Puigcerdà (1893), desaparegut després de l'incendi de 1904.[12]
- Remodelació de l'església de Sant Domènec de Puigcerdà per convertir-la en una presó (1895)[3]
- Perllongament del canal internacional d'Angostrina (1895)[4]
- Torre de Riu, Alp (1896)[11]
- Església de la Missió, La Seu d'Urgell (1899)[3]
- Església de Sant Vicenç d'Artedó (1901-1903)[13]
- Torre del Remei, Bolvir (1910)[11]